# 談合町
談合町（だんごうちょう）は、愛知県豊橋市の地名。

## 地理
豊橋市中央部に位置する。西は中世古町、南は前田町1丁目、北は鍛冶町に接する。

### 河川
- 牟呂用水[1]

## 歴史

### 人口の変遷
国勢調査による人口および世帯数の推移。
| 1995年（平成7年）  | 101世帯 259人 |  |
| 2000年（平成12年） | 108世帯 255人 |  |
| 2005年（平成17年） | 91世帯 210人  |  |
| 2010年（平成22年） | 86世帯 189人  |  |
| 2015年（平成27年） | 90世帯 186人  |  |

### 沿革
- 1895年（明治28年）1月25日 - 渥美郡豊橋村の一部より、豊橋町大字談合が成立[2]。
- 1906年（明治39年）8月1日 - 市制施行に伴い、豊橋市大字談合となる[2]。
- 1926年（大正15年）2月5日 - 談合町に改称[2][3]。
- 1958年（昭和33年）9月12日 - 鍛冶町・中世古町との間で境界を変更[2][4]。

## 施設
- 談合神社[1]

- 談合神社

### WEB
1. ↑  “愛知県豊橋市の町丁・字一覧”.   人口統計ラボ. 2023年4月13日閲覧。
2. ↑  総務省統計局 (2017年1月27日). “平成27年国勢調査の調査結果(e-Stat) - 男女別人口及び世帯数 －町丁・字等” (CSV). 2021年7月21日閲覧。
3. ↑  “愛知県豊橋市の郵便番号一覧”.   日本郵便. 2023年4月13日閲覧。
4. ↑  “市外局番の一覧” (PDF).   総務省 (2022年3月1日). 2022年3月22日閲覧。
5. ↑  総務省統計局 (2014年3月28日). “平成7年国勢調査の調査結果(e-Stat) - 男女別人口及び世帯数 －町丁・字等” (CSV). 2021年7月20日閲覧。
6. ↑  総務省統計局 (2014年5月30日). “平成12年国勢調査の調査結果(e-Stat) - 男女別人口及び世帯数 －町丁・字等” (CSV). 2021年7月20日閲覧。
7. ↑  総務省統計局 (2014年6月27日). “平成17年国勢調査の調査結果(e-Stat) - 男女別人口及び世帯数 －町丁・字等” (CSV). 2021年7月21日閲覧。
8. ↑  総務省統計局 (2012年1月20日). “平成22年国勢調査の調査結果(e-Stat) - 男女別人口及び世帯数 －町丁・字等” (CSV). 2021年7月21日閲覧。
9. ↑  総務省統計局 (2017年1月27日). “平成27年国勢調査の調査結果(e-Stat) - 男女別人口及び世帯数 －町丁・字等” (CSV). 2021年7月21日閲覧。

### 書籍
1. 1 2 3 4  「角川日本地名大辞典」編纂委員会 1989, p. 1790.
2. 1 2 3 4  角川日本地名大辞典」編纂委員会 1989, p. 820.
3. ↑  吉川利明 1976, p. 24.
4. ↑  吉川利明 1976, p. 54.